# Frederick FitzClarence
Lord Frederick FitzClarence, GCH (Londra, 9 dicembre 1799 – Pune, 30 ottobre 1854), è stato un nobile e ufficiale inglese, figlio illegittimo di Guglielmo IV del Regno Unito e della sua amante Dorothea Jordan.

## Biografia
Frederick FitzClarence nacque il 9 dicembre 1799, come quintogenito e terzo maschio del futuro Guglielmo IV del Regno Unito, all'epoca Duca di Clarence, e della sua amante, l'attrice Dorothea Jordan, da cui avrebbe avuto un totale di dieci figli. Come per molti dei suoi figli, Guglielmo lo chiamò in onore di uno dei suoi fratelli, in questo caso Federico di Hannover.
Sebbene impossibilitati a sposarsi o ad ottenere la legittimazione della prole, Guglielmo e Dorothea vissero per molti anni come una coppia sposata e devota ai figli, prima a Clarence Lodge fino al 1797 e poi a Teddington (Bushy House) fino al 1807. La coppia si separò nel 1811, quando Guglielmo, oppresso dai debiti, iniziò a ricercare un matrimonio economicamente vantaggioso. Inizialmente, Guglielmo prese con sé i soli figli maschi e concesse a Dorothea la custodia delle figlie e un assegno per mantenerle, ma quando, nel 1814, scoprì che aveva violato i termini del loro accordo tornando a recitare revocò la rendita e prese con sé anche le figlie, facendo inoltre tutto il possibile per impedire loro contatti con la madre. Dopo il 1818, Frederick e i suoi fratelli furono accolti e allevati dalla moglie del padre, Adelaide di Sassonia-Meiningen, sposata in quell'anno.
Nel 1814 Frederick si arruolò come ufficiale e nel 1820, nel ruolo di capitano delle Guardie di Coldstream, guidò una spedizione contro i manifestanti di Cato Street, che si risolse in un violento scontro per le strade. Per il suo comportamento in quell'occasione, Frederick venne promosso a colonnello del 36º reggimento di fanteria. Il 24 maggio 1831 suo padre, ormai re, parificò lui e i suoi fratelli alla dignità di figli di marchese e nominò Frederick Cavaliere di Gran Croce dell'Ordine Reale Guelfo (GCH) e Luogotenente Governatore di Portsmouth, nel 1847 lo promosse nuovamente a Ufficiale Generale al Comando del Distretto Sud-Ovest e infine nel 1842 lo nominò Comandante in Capo dell'esercito di Bombay.

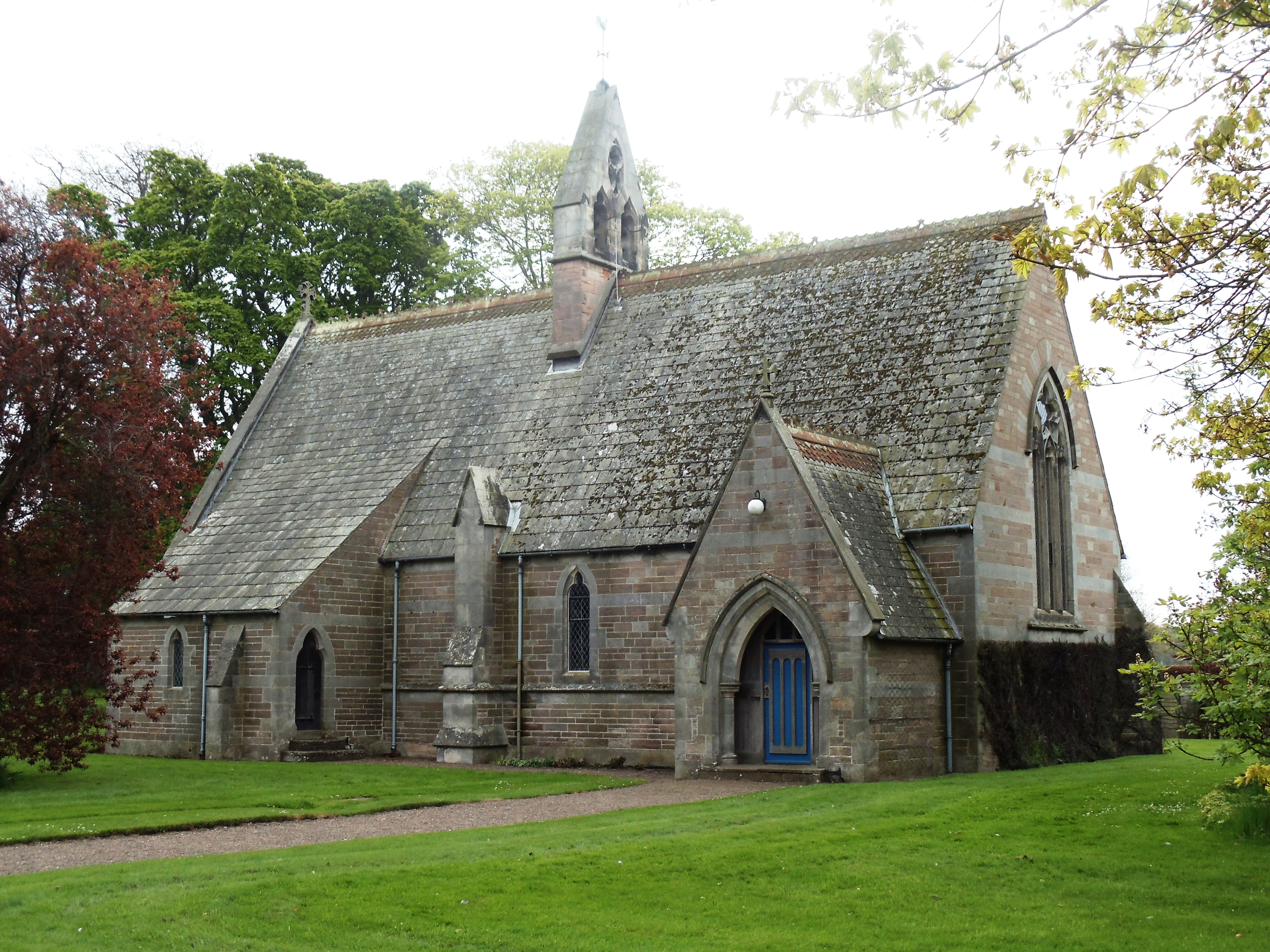
Cappella della Beata Vergine Maria, Etal, Northumberland, dove è sepolto Frederick FitzClarence

Morì a Pune, in India, nell'esercizio delle sue funzioni il 30 ottobre 1854, e venne sepolto a Etal, del Northumberland, nella Cappella della Beata Vergine Maria.

## Discendenza

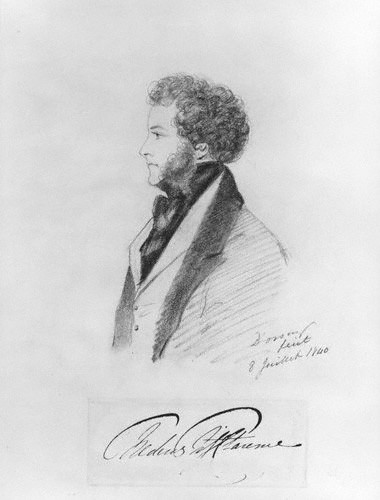

Il 19 maggio 1821 Frederick FitzClarence sposò Lady Augusta Boyle (1801–28 luglio 1876), figlia di George Boyle, IV conte di Glasgow.
Ebbero una figlia e un figlio:
- Augusta FitzClarence (dicembre 1824 - 18 ottobre 1865)
- William FitzClarence (1827 - 1827)

## Armi

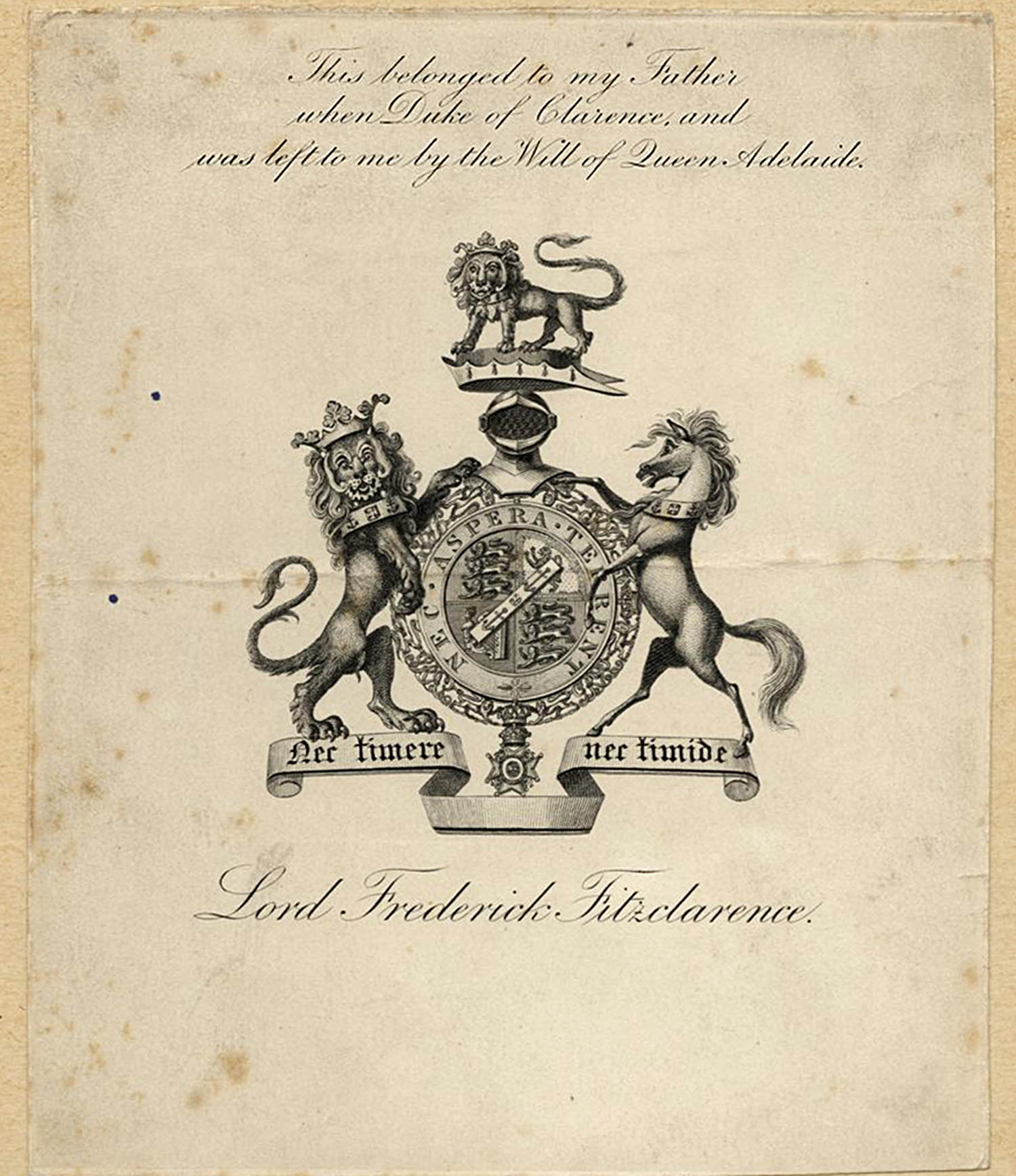
Ex libris con riportato lo stemma di Frederick FitzClarence e scritta autografa che recita "Questo apparteneva a mio padre quando era duca di Clarence e mi è stato lasciato per volontà della regina Adelaide".

Lo stemma di Frederick era lo stemma reale di suo padre, il cui uso gli era stato concesso dalla regina vedova Adelaide, ma primo delle insegne del Sacro Romano Impero e della Corona di Hannover e personalizzato con un "bastone azzurro caricato di due ancore d'oro".

## Ascendenza
|                                  |                 |                                                 | Genitori                                      |  |  | Nonni |  |  | Bisnonni                      |  |  | Trisnonni                   |  |
|                                  |                 |                                                 |                                               |  |  |       |  |  | Federico, principe del Galles |  |  | Giorgio II di Gran Bretagna |  |
|                                  |                 |                                                 |                                               |  |  |       |  |  | Federico, principe del Galles |  |  | Giorgio II di Gran Bretagna |  |
|                                  |                 | Carolina di Brandeburgo-Ansbach                 |                                               |  |  |       |  |  | Federico, principe del Galles |  |  |                             |  |
| Giorgio III del Regno Unito      |                 |                                                 |                                               |  |  |       |  |  | Federico, principe del Galles |  |  |                             |  |
|                                  |                 | Augusta di Sassonia-Gotha-Altenburg             | Federico II di Sassonia-Gotha-Altenburg       |  |  |       |  |  |                               |  |  |                             |  |
|                                  |                 | Augusta di Sassonia-Gotha-Altenburg             | Federico II di Sassonia-Gotha-Altenburg       |  |  |       |  |  |                               |  |  |                             |  |
|                                  |                 | Augusta di Sassonia-Gotha-Altenburg             | Maddalena Augusta di Anhalt-Zerbst            |  |  |       |  |  |                               |  |  |                             |  |
| Guglielmo IV del Regno Unito     |                 | Augusta di Sassonia-Gotha-Altenburg             |                                               |  |  |       |  |  |                               |  |  |                             |  |
|                                  |                 | Carlo Ludovico Federico di Meclemburgo-Strelitz | Adolfo Federico II di Meclemburgo-Strelitz    |  |  |       |  |  |                               |  |  |                             |  |
|                                  |                 | Carlo Ludovico Federico di Meclemburgo-Strelitz | Adolfo Federico II di Meclemburgo-Strelitz    |  |  |       |  |  |                               |  |  |                             |  |
|                                  |                 | Carlo Ludovico Federico di Meclemburgo-Strelitz | Cristiana Emilia di Schwarzburg-Sondershausen |  |  |       |  |  |                               |  |  |                             |  |
| Carlotta di Meclemburgo-Strelitz |                 | Carlo Ludovico Federico di Meclemburgo-Strelitz |                                               |  |  |       |  |  |                               |  |  |                             |  |
|                                  |                 | Elisabetta Albertina di Sassonia-Hildburghausen | Ernesto Federico I di Sassonia-Hildburghausen |  |  |       |  |  |                               |  |  |                             |  |
|                                  |                 | Elisabetta Albertina di Sassonia-Hildburghausen | Ernesto Federico I di Sassonia-Hildburghausen |  |  |       |  |  |                               |  |  |                             |  |
|                                  |                 | Elisabetta Albertina di Sassonia-Hildburghausen | Sofia Albertina di Erbach-Erbach              |  |  |       |  |  |                               |  |  |                             |  |
| Frederick FitzClarence           |                 | Elisabetta Albertina di Sassonia-Hildburghausen |                                               |  |  |       |  |  |                               |  |  |                             |  |
|                                  | Nathaniel Bland | James Bland                                     |                                               |  |  |       |  |  |                               |  |  |                             |  |
|                                  | Nathaniel Bland | James Bland                                     |                                               |  |  |       |  |  |                               |  |  |                             |  |
|                                  | Nathaniel Bland | Lucy Brewster                                   |                                               |  |  |       |  |  |                               |  |  |                             |  |
| Francis Bland                    | Nathaniel Bland |                                                 |                                               |  |  |       |  |  |                               |  |  |                             |  |
|                                  |                 | Lucy Heaton                                     | Francis Heaton                                |  |  |       |  |  |                               |  |  |                             |  |
|                                  |                 | Lucy Heaton                                     | Francis Heaton                                |  |  |       |  |  |                               |  |  |                             |  |
|                                  |                 | Lucy Heaton                                     | Elizabeth Curtis                              |  |  |       |  |  |                               |  |  |                             |  |
| Dorothea Jordan                  |                 | Lucy Heaton                                     |                                               |  |  |       |  |  |                               |  |  |                             |  |
|                                  |                 | …                                               | …                                             |  |  |       |  |  |                               |  |  |                             |  |
|                                  |                 | …                                               | …                                             |  |  |       |  |  |                               |  |  |                             |  |
|                                  |                 | …                                               | …                                             |  |  |       |  |  |                               |  |  |                             |  |
| Grace Phillips                   |                 | …                                               |                                               |  |  |       |  |  |                               |  |  |                             |  |
|                                  |                 | …                                               | …                                             |  |  |       |  |  |                               |  |  |                             |  |
|                                  |                 | …                                               | …                                             |  |  |       |  |  |                               |  |  |                             |  |
|                                  |                 | …                                               | …                                             |  |  |       |  |  |                               |  |  |                             |  |
|                                  |                 | …                                               |                                               |  |  |       |  |  |                               |  |  |                             |  |